# A Última Porta Antes da Noite
A Última Porta Antes Da Noite é o 29º romance do escritor português António Lobo Antunes publicado pela primeira vez em 2018.

## Resumo
A Última Porta Antes da Noite desenrola-se em torno dum crime real ainda em investigação. Um empresário é assassinado e o seu corpo dissolvido em ácido sulfúrico para eliminar qualquer prova. Vários homens estão envolvidos, entre eles dois advogados irmãos. Este é o episódio central, consistindo os 25 capítulos do romance da narrativa, no pensamento de cada um, de momentos da vida, do íntimo e do quotidiano de cinco personagens: o “cobrador do bilhar”, o “segundo cobrador”, o “ervanário”, o “irmão do doutor” e o “doutor”, este sendo o mandante do crime que todos acreditam ter sido bem montado designadamente porque “sem corpo não há crime”.

## Título
Segundo Isabel Lucas, o título do romance é uma evocação por Lobo Antunes da ópera O Castelo do Barba Azul do compositor húngaro Bela Bartók. Judite é levada pelo duque de Barba Azul para o seu castelo como sua quarta mulher. Intrigada com as sete portas fechadas de um salão convence-o a abri-las sucessivamente, acedendo aos mistérios da vida dele que são revelados na sétima e última porta.

## Apreciação
Para Isabel Lucas, no Público, o romance é narrado num singular fluxo de consciência, técnica recorrente de Lobo Antunes, desta vez com uma depuração ainda maior de linguagem expressiva do ser de cada uma das personagens. Todos contam a si mesmos a versão do episódio central que se reinventa e contextualiza de acordo com os fantasmas, ambições, subtilezas da existência de cada um, ainda que com fixações comuns: o medo do escuro, a paixão silenciosa pela “irmã do homem” assassinado, o voo das “todavias” (pássaro reinventado de poema de David Mourão-Ferreira). E todas as versões surgem como verosímeis, encaixando na realidade e subjectividade de cada um, revelando uma comédia humana desde o mais sensível ao grotesco.
Conclui Isabel Lucas que nos 25 capítulos, os 25 anos da possível pena dos criminosos, o romance é narrado a cinco vozes, alternadas nos primeiros 15, para depois seguir uma ordem mais livre, à medida que a investigação judicial avança. E sempre que a personagem muda, a linguagem adapta-se a ela e ao ambiente, revelando Lobo Antunes, mais uma vez, o profundo conhecimento dos cambiantes da língua portuguesa. O recurso a diminutivos, a frases da cultura popular, aos matizes da língua tornam-na o seu grande instrumento, numa fase em que parece procurar a simplicidade e que nos permite penetrar na casa, na infância, nos corpos, na rotina de outra gente. Gente que já teve “vontade de corrigir o texto inteiro” que é a sua própria vida.
Para Ana Cristina Leonardo, no Expresso, o esforço que se exige ao leitor do último romance de António Lobo Antunes aparenta-se ao que se exigiria ao leitor da sua recensão se, de repente, "o urso de brincar engordado a serradura que dorme na arca ao fundo do corredor alguém (eu?) o depositou ali há décadas a costura do pescoço rasgada por uma lâmina afiada de brincar, era Natal e as prendas chegavam de Berlim — a Senhora nunca foi a Berlim, mãe — não chaminé o urso não roto ainda, antes as curvas na estrada o vómito no plástico opaco (o pai opaco) as duas de mãos apartadas outra curva, o rugir ainda longe o mar, a velha de negro a abrir, a cada curva o vómito Senhora, a velha de negro a abrir a porta do quarto, uma recensão sem chave enquanto a velha, o quarto negro (o pai opaco em Berlim e depois junto ao mar) um facto real e o resto inventado, o pai em Berlim e depois junto ao mar e o esforço de prosseguir em lentidão, ao contrário das curvas, depois de uma curva outra e outra e outra, um fantasma entre fantasmas todos reais factos." Um urso de brincar, para mais roto, não é coisa que caiba numa recensão, já numa obra de ficção seria perfeitamente admissível, mesmo de pleno direito, pois nela cabe tudo o que cabe na cabeça de um ficcionista. Desde que.
Para Carlos Maria Bobone, no Observador, em A Última Porta antes da Noite, nada existe para além da barreira estilística, cheia de ademanes e construções espaventadas. Lobo Antunes tem mestria estilística, mas acima de tudo com ela esconde imprecisões e banalidades, desemperra a história e abre caminho a uma infinitude de histórias paralelas. O enredo é curto, uns volteios estilísticos e uma colecção de infâncias infelizes em lembrança giratória, depois entrecortam-se e repetem-se as cenas, e temos um volume que impressiona à distância. Em que tudo parece arrojado: frases caóticas, variação de sujeitos na mesma frase, frases interrompidas, omissão de palavras, repetição psicótica de temas e de palavras, ritmos vertiginosos e sinédoques audaciosas. Porém apercebemo-nos do esquematismo destas pretensas vanguardas.
Também para Carlos Maria Bobone, Lobo Antunes parece querer dar uma nova forma à língua. A sua torção da gramática parece uma tentativa de testar os limites da compreensibilidade da linguagem. A gramática é importante para que aquilo que é dito (escrito) seja percebido da mesma forma por quem ouve (ou lê). Se conseguimos encontrar um modo de obter o mesmo resultado sem recorrer aos mesmos mecanismos é como reinventar a língua. Mas verbos omissos a reduzir a frase o máximo possível, sem vírgulas onde deviam estar, com a passagem do singular para o plural e a variação de sujeito, o pretenso arrojo de escrita  é absolutamente esquemático. É certo que Lobo Antunes cruza com suavidade vários assuntos, dando a ideia de uma forma de pensar caótica, que abandona e recupera constantemente assuntos, sendo fácil de identificar a fórmula. O mesmo se passa com a omissão de palavras ou com a suspensão de frases. Porém, Lobo Antunes só omite os verbos básicos, as omissões são óbvias, seguras e, sem arrojo, sujeitando todo o livro a estas manobras estilísticas.
Prossegue Carlos Maria Bobone que à falta de enredo propriamente dito, Lobo Antunes torna o estilo no centro do romance, sendo muito bom a fazê-lo. O modo de descrever um assassino em flagrante delito, alternando a descrição gráfica da morte com a memória de uma infância acarinhada é muito bem feita. Por descrições oblíquas, Lobo Antunes consegue tornar uma cena verdadeiramente perturbadora. Já com a repetição de elementos aparentemente banais, Lobo Antunes cria um sobressalto interpretativo e cria uma espécie de ligação entre episódios esparsos. Mas esta pretensa importância de elementos repetidos perde-se face à quantidade da sua ocorrência.
Continuando, para Carlos Maria Bobone as personagens de Lobo Antunes dizem pouco, ainda que nas frases curtas que dizem haja uma impressão de profundidade criada pela repetição. A repetição é central nos romances de Lobo Antunes, dada a importância da memória no seu imaginário, acabando por ser cansativo como mecanismo literário. As personagens são tão atentas à linguagem que não pensam como cobradores, ervanários, ou homens de negócios: pensam sempre como escritores, ultra atentos às palavras, são as personagens que pensam literariamente.
Ainda para Carlos Maria Bobone, Lobo Antunes é o oposto do decadente. Uma frase, por si, é impenetrável, e isto faz do livro um bloco uno, em que nada é verdadeiramente dispensável. Nisto é muito diferente da maioria dos contemporâneos, sendo um dos aspectos da sua grande mestria estilística. Na filosofia literária subjacente, porém, Lobo Antunes não foge ao típico da nossa época em que a acção deixou de estar centrada em acontecimentos, para se centrar na psicologia das personagens. Lobo Antunes não foge a isto nem à mania de tratar o banal como o supremo tema literário.
Conclui Carlos Maria Bobone que há tópicos próprios de Lobo Antunes, como o quotidiano burguesinho que todos suportam insatisfeitos, de que o autor não sabe sair. Uma série de homens com vidas comezinhas são incapazes de se libertar das mulheres que mal aturam, a quem a inércia impede de mudar de vida, mas são capazes de um acto tão radical quanto um tenebroso assassinato. Esta contradição não é motivo de perplexidade ou de reflexão, parecendo que as personagens já têm obrigação de sair resignadas da pena de Lobo Antunes. Lobo Antunes tem um estilo depurado até às raias da perfeição, mas, em literatura, exige-se mais.